# Azad (Rapper)/Diskografie
Diese Diskografie ist eine Übersicht über die musikalischen Werke des deutschen Rappers Azad. Seine erfolgreichsten Veröffentlichungen sind die Singles Prison Break Anthem (Ich glaub’ an dich) und All 4 One mit jeweils über 150.000 verkauften Einheiten.

## Alben

### Studioalben
| Jahr | Titel                 | Höchstplatzierung, Gesamtwochen, AuszeichnungChartplatzierungen (Jahr, Titel, Platzierungen, Wochen, Auszeichnungen, Anmerkungen) | Höchstplatzierung, Gesamtwochen, AuszeichnungChartplatzierungen (Jahr, Titel, Platzierungen, Wochen, Auszeichnungen, Anmerkungen) | Höchstplatzierung, Gesamtwochen, AuszeichnungChartplatzierungen (Jahr, Titel, Platzierungen, Wochen, Auszeichnungen, Anmerkungen) | Anmerkungen                                  |
| Jahr | Titel                 | DE | AT | CH | Anmerkungen                                  |
| ---- | --------------------- | --- | --- | --- | -------------------------------------------- |
| 2001 | Leben                 | DE46 (3 Wo.)DE | — | — | Erstveröffentlichung: 28. Mai 2001           |
| 2003 | Faust des Nordwestens | DE24 (4 Wo.)DE | — | — | Erstveröffentlichung: 28. April 2003         |
| 2004 | Der Bozz              | DE10 (9 Wo.)DE | — | CH66 (2 Wo.)CH | Erstveröffentlichung: 7. Juni 2004 indiziert |
| 2006 | Game Over             | DE8 (15 Wo.)DE | AT48 (1 Wo.)AT | CH28 (5 Wo.)CH | Erstveröffentlichung: 31. März 2006          |
| 2007 | Blockschrift          | DE37 (5 Wo.)DE | AT59 (1 Wo.)AT | CH39 (4 Wo.)CH | Erstveröffentlichung: 7. Dezember 2007       |
| 2009 | Assassin              | DE31 (3 Wo.)DE | AT52 (1 Wo.)AT | CH27 (4 Wo.)CH | Erstveröffentlichung: 22. Mai 2009           |
| 2016 | Leben II              | DE1 (6 Wo.)DE | AT5 (3 Wo.)AT | CH4 (5 Wo.)CH | Erstveröffentlichung: 15. Januar 2016        |
| 2017 | NXTLVL                | DE3 (6 Wo.)DE | AT9 (1 Wo.)AT | CH5 (3 Wo.)CH | Erstveröffentlichung: 21. Juli 2017          |
| 2019 | Der Bozz II           | DE2 (3 Wo.)DE | AT19 (1 Wo.)AT | CH3 (3 Wo.)CH | Erstveröffentlichung: 16. August 2019        |
| 2020 | Goat                  | DE8 (2 Wo.)DE | AT44 (1 Wo.)AT | CH15 (1 Wo.)CH | Erstveröffentlichung: 30. Oktober 2020       |
| 2024 | Komboz                | DE9 (1 Wo.)DE | AT53 (1 Wo.)AT | CH22 (1 Wo.)CH | Erstveröffentlichung: 19. Januar 2024        |

### Kollaboalben
| Jahr | Titel | Höchstplatzierung, Gesamtwochen, AuszeichnungChartplatzierungen (Jahr, Titel, Platzierungen, Wochen, Auszeichnungen, Anmerkungen) | Höchstplatzierung, Gesamtwochen, AuszeichnungChartplatzierungen (Jahr, Titel, Platzierungen, Wochen, Auszeichnungen, Anmerkungen) | Höchstplatzierung, Gesamtwochen, AuszeichnungChartplatzierungen (Jahr, Titel, Platzierungen, Wochen, Auszeichnungen, Anmerkungen) | Anmerkungen                                                             |
| Jahr | Titel | DE | AT | CH | Anmerkungen                                                             |
| ---- | ----- | --- | --- | --- | ----------------------------------------------------------------------- |
| 2005 | One   | DE5 Gold · (26 Wo.)DE | AT32 (4 Wo.)AT | CH33 (5 Wo.)CH | Erstveröffentlichung: 29. März 2005 Verkäufe: + 100.000; mit Kool Savas |

### Remixalben
- 2006: Der Bozz – Remix

### Mixtapes
| Jahr | Titel             | Höchstplatzierung, Gesamtwochen, AuszeichnungChartplatzierungen (Jahr, Titel, Platzierungen, Wochen, Auszeichnungen, Anmerkungen) | Höchstplatzierung, Gesamtwochen, AuszeichnungChartplatzierungen (Jahr, Titel, Platzierungen, Wochen, Auszeichnungen, Anmerkungen) | Höchstplatzierung, Gesamtwochen, AuszeichnungChartplatzierungen (Jahr, Titel, Platzierungen, Wochen, Auszeichnungen, Anmerkungen) | Anmerkungen                           |
| Jahr | Titel             | DE | AT | CH | Anmerkungen                           |
| ---- | ----------------- | --- | --- | --- | ------------------------------------- |
| 2009 | Azphalt Inferno   | DE24 (3 Wo.)DE | AT55 (2 Wo.)AT | CH29 (5 Wo.)CH | Erstveröffentlichung: 30. Januar 2009 |
| 2010 | Azphalt Inferno 2 | DE18 (2 Wo.)DE | AT50 (1 Wo.)AT | CH19 (4 Wo.)CH | Erstveröffentlichung: 9. April 2010   |

### EPs
- 2007: Essential 5: Der Bozz (Remix) – EP

## Singles

### Als Leadmusiker
| Jahr | Titel Album                                               | Höchstplatzierung, Gesamtwochen, AuszeichnungChartplatzierungen (Jahr, Titel, Album, Platzierungen, Wochen, Auszeichnungen, Anmerkungen) | Höchstplatzierung, Gesamtwochen, AuszeichnungChartplatzierungen (Jahr, Titel, Album, Platzierungen, Wochen, Auszeichnungen, Anmerkungen) | Höchstplatzierung, Gesamtwochen, AuszeichnungChartplatzierungen (Jahr, Titel, Album, Platzierungen, Wochen, Auszeichnungen, Anmerkungen) | Anmerkungen                                                               |
| Jahr | Titel Album                                               | DE | AT | CH | Anmerkungen                                                               |
| --- | --------------------------------------------------------- | --- | --- | --- | ------------------------------------------------------------------------- |
| 2003 | A Faust des Nordwestens                                   | DE65 (4 Wo.)DE | — | — | Erstveröffentlichung: 7. April 2003                                       |
| 2004 | Phoenix Der Bozz                                          | DE65 (6 Wo.)DE | — | — | Erstveröffentlichung: 2. August 2004                                      |
| 2004 | Kopf hoch Der Bozz                                        | DE57 (6 Wo.)DE | — | — | Erstveröffentlichung: 27. September 2004 feat. Jonesmann                  |
| 2005 | Monstershit One                                           | DE29 (9 Wo.)DE | — | — | Erstveröffentlichung: 29. März 2005 mit Kool Savas                        |
| 2005 | All 4 One One                                             | DE4 Gold · (16 Wo.)DE | AT24 (16 Wo.)AT | CH85 (3 Wo.)CH | Erstveröffentlichung: 13. Juni 2005 Verkäufe: + 150.000; mit Kool Savas   |
| 2005 | Guck My Man One                                           | DE27 (9 Wo.)DE | — | — | Erstveröffentlichung: 7. Oktober 2005 mit Kool Savas                      |
| 2006 | Alarm Game Over                                           | DE48 (8 Wo.)DE | — | — | Erstveröffentlichung: 31. März 2006                                       |
| 2006 | Eines Tages Game Over                                     | DE28 (13 Wo.)DE | — | — | Erstveröffentlichung: 19. Mai 2006 feat. Cassandra Steen                  |
| 2007 | Prison Break Anthem (Ich glaub’ an dich) Blockschrift     | DE1 Gold · (18 Wo.)DE | AT12 (17 Wo.)AT | CH13 (15 Wo.)CH | Erstveröffentlichung: 13. Juli 2007 Verkäufe: + 150.000; feat. Adel Tawil |
| 2007 | Zeit zu verstehen (This Can’t Be Everything) Blockschrift | DE30 (9 Wo.)DE | AT72 (2 Wo.)AT | — | Erstveröffentlichung: 30. November 2007 feat. Gentleman                   |
| 2008 | Alles Lügen / Ghettobass Blockschrift                     | DE74 (3 Wo.)DE | — | — | Erstveröffentlichung: 18. April 2008                                      |
| 2009 | Klagelied (wie lang) Assassin                             | DE92 (1 Wo.)DE | — | — | Erstveröffentlichung: 22. Mai 2009 feat. Tino Oac                         |
| 2015 | Dreh ab Leben II                                          | DE92 (1 Wo.)DE | — | — | Erstveröffentlichung: 6. November 2015                                    |
| 2015 | RAP Leben II                                              | DE83 (1 Wo.)DE | — | — | Erstveröffentlichung: 4. Dezember 2015 feat. MoTrip                       |
| 2019 | Dieser Weg Der Bozz II                                    | DE77 (1 Wo.)DE | — | — | Erstveröffentlichung: 12. April 2019                                      |
| 2020 | Headshot Goat                                             | DE— aDE | — | — | Erstveröffentlichung: 3. Juli 2020                                        |
| 2020 | Azzazzin Goat                                             | DE— bDE | — | — | Erstveröffentlichung: 31. Juli 2020 feat. Ramo                            |
| 2020 | My Eyes Goat                                              | DE— cDE | — | — | Erstveröffentlichung: 31. Juli 2020                                       |
| 2020 | Zu wild Goat                                              | DE79 (1 Wo.)DE | — | — | Erstveröffentlichung: 16. Oktober 2020 feat. Farid Bang                   |
| 2022 | Money Komboz                                              | DE97 (1 Wo.)DE | — | — | Erstveröffentlichung: 12. August 2022 mit Dardan & Yustinez ZA            |
| 2023 | Grau Komboz                                               | DE— dDE | — | — | Erstveröffentlichung: 19. Mai 2023 feat. Pajel & Miami Yacine             |
| 2023 | Nicht alles gold Komboz                                   | DE— eDE | — | — | Erstveröffentlichung: 21. Juli 2023 mit PA Sports feat. Montez            |
| Folgende Lieder erschienen nicht als Single, wurden aber durch das Album zum Download und Streaming bereitgestellt und konnten somit eine Platzierung erlangen: |                                                           | | | |                                                                           |
| |                                                           | | | |                                                                           |
| 2024 | 15 Schuss Komboz                                          | DE— fDE | — | — | Charteinstieg: 26. Januar 2024 feat. Haftbefehl & Kalim                   |

Weitere Singles
- 2000: Napalm (feat. Jonesmann)
- 2001: Gegen den Strom (feat. Jonesmann & Jeyz)
- 2001: Leben
- 2001: Mentale Krisen
- 2003: Mein Licht
- 2005: Würd’ ich nicht rappen (Tone feat. Azad & Yassir)
- 2006: Haters Part II (Jeyz feat. Azad)
- 2009: Liberation Time (Blanco Remix) (feat. Capleton)
- 2010: Fly Away / Immer wenn es regnet (feat. Francisco & Kool Savas)
- 2010: F**k tha Police (feat. Godsilla & Navigator)
- 2012: Alle Mann (feat. J-Luv & DJ-Teddy-O)
- 2017: Endgegner (feat. Kool Savas)
- 2017: Nach vorn (feat. Calo)
- 2017: In der Hood
- 2017: No Limit
- 2020: So High (feat. Faiz Mangat)

### Als Gastmusiker
| Jahr | Titel Album                                       | Höchstplatzierung, Gesamtwochen, AuszeichnungChartplatzierungen (Jahr, Titel, Album, Platzierungen, Wochen, Auszeichnungen, Anmerkungen) | Höchstplatzierung, Gesamtwochen, AuszeichnungChartplatzierungen (Jahr, Titel, Album, Platzierungen, Wochen, Auszeichnungen, Anmerkungen) | Höchstplatzierung, Gesamtwochen, AuszeichnungChartplatzierungen (Jahr, Titel, Album, Platzierungen, Wochen, Auszeichnungen, Anmerkungen) | Anmerkungen |
| Jahr | Titel Album                                       | DE | AT | CH | Anmerkungen |
| --- | ------------------------------------------------- | --- | --- | --- | --- |
| 2005 | Locked Up Trouble                                 | DE15 (14 Wo.)DE | — | — | Erstveröffentlichung: 24. Januar 2005 Akon feat. Azad |
| 2005 | Signal Threeshot – Hip Hop Kingz                  | DE52 (3 Wo.)DE | — | — | Erstveröffentlichung: 21. Februar 2005 J-Luv feat. Azad |
| 2006 | 2 Kaiser Russia’s No. 1                           | DE85 (2 Wo.)DE | — | — | Erstveröffentlichung: 24. November 2006 Seryoga feat. Azad |
| 2008 | On Top The Best of Kool Savas • Tot oder lebendig | DE78 (4 Wo.)DE | — | — | Erstveröffentlichung: 18. Juli 2008 Kool Savas feat. Azad |
| 2016 | Triumph Essahdamus                                | DE28 (4 Wo.)DE | AT28 (1 Wo.)AT | CH31 (3 Wo.)CH | Erstveröffentlichung: 14. Oktober 2016 Kool Savas feat. Sido, Azad & Adesse |
| 2017 | Zwei Schüsse Beastmode 3                          | — | — | — | Erstveröffentlichung: 29. Dezember 2017 Animus feat. Gentleman & Azad |
| 2020 | Immer wenn es regnet –                            | DE79 (1 Wo.)DE | — | — | Erstveröffentlichung: 17. Juli 2020 Jiggo feat. Azad |
| 2021 | Safe Babylon II                                   | DE— gDE | — | — | Erstveröffentlichung: 4. März 2021 Play69 feat. Azad |
| 2022 | Damoklesschwert Free Spirit                       | DE— hDE | — | — | Erstveröffentlichung: 29. Juli 2022 Kollegah feat. Azad |
| 2023 | Drill ma Drill –                                  | DE— iDE | — | — | Erstveröffentlichung: 24. März 2023 Miami Yacine feat. Azad |
| 2023 | Modus Rap Life Is Pain                            | DE48 (1 Wo.)DE | — | — | Erstveröffentlichung: 27. April 2023 PA Sports feat. Kool Savas & Azad |
| 2023 | Ghetto –                                          | DE84 (1 Wo.)DE | — | — | Erstveröffentlichung: 10. August 2023 Olexesh feat. Samra & Azad |
| 2025 | Bissu dumm ¿ (Megalodon Remix) –                  | DE8 (4 Wo.)DE | AT15 (2 Wo.)AT | CH19 (2 Wo.)CH | Erstveröffentlichung: 16. April 2025 Bonez MC & Nate57 feat. AchtVier, AK 33, AK Ausserkontrolle, Azad, Big Toe, Caney030, Celo & Abdi, Crackaveli, Curse, Dardan, Die P, Eno, Finch, Frauenarzt, Hakan Abi, Haze, Jaill, Jan Delay, Jonesmann, Juju, Kaisa Natron, Kolja Goldstein, Kontra K, Kwam.E, Laas Unltd., LX, Makko, Massiv, MP Freshly, Nizi19, Olexesh, OTW, Reeperbahn Kareem, Sa4, Saliou, Samra, Sido, Silva, Sil3A, Ski Aggu, Tom Hengst, Vega, Veysel, Zined |
| Folgende Lieder erschienen nicht als Single, wurden aber durch das Album zum Download und Streaming bereitgestellt und konnten somit eine Platzierung erlangen: |                                                   | | | | |
| |                                                   | | | | |
| 2018 | Hände an der 9 Rolexesh                           | DE94 (1 Wo.)DE | — | — | Charteinstieg: 9. März 2018 Olexesh feat. Azad |
| 2022 | Dann mit der Pumpgun 2.0 Mainpark Baby            | DE72 (1 Wo.)DE | — | CH96 (1 Wo.)CH | Charteinstieg: 9. Dezember 2022 Haftbefehl feat. Azad & Kool Savas |

## Musikvideos
| Jahr | Titel                                        | Regie                           |
| ---- | -------------------------------------------- | ------------------------------- |
| 2000 | Napalm                                       | Katja Kuhl                      |
| 2001 | Gegen den Strom                              | Katja Kuhl                      |
| 2001 | Leben                                        |                                 |
| 2001 | Mentale Krisen                               | Katja Kuhl                      |
| 2003 | A                                            |                                 |
| 2004 | Phoenix                                      |                                 |
| 2004 | Kopf hoch                                    | Jeffery Lisk, Bernd Possardt    |
| 2005 | Locked Up                                    | Marco Sohn                      |
| 2005 | Signal                                       | Oliver Conrad                   |
| 2005 | Monstershit                                  | Katja Kuhl                      |
| 2005 | All 4 One                                    | Marc Paap                       |
| 2005 | Guck My Man                                  | Marc Paap                       |
| 2006 | Alarm                                        | Hinrich Pflug, Patrick Wilfert  |
| 2006 | Eines Tages                                  | Hinrich Pflug                   |
| 2006 | Haters Part II                               | BQ                              |
| 2006 | 2 Kaiser                                     |                                 |
| 2007 | Prison Break Anthem (Ich glaub’ an dich)     | Siro Micheroli, Roman Peritz    |
| 2007 | Zeit zu verstehen (This Can’t Be Everything) |                                 |
| 2008 | Alles Lügen                                  | Siro Micheroli                  |
| 2008 | Ghettobass                                   | Siro Micheroli                  |
| 2008 | On Top                                       |                                 |
| 2009 | Klagelied (wie lang)                         | Siro Micheroli                  |
| 2009 | Liberation Time (Blanco Remix)               | Niels Münter                    |
| 2010 | Fly Away                                     |                                 |
| 2010 | F**k tha Police                              |                                 |
| 2012 | Alle Mann                                    | Michael Jackson                 |
| 2015 | Dreh ab                                      | Bugi                            |
| 2015 | RAP                                          | IMUN                            |
| 2016 | Triumph                                      | Mikis Fontagnier, Eugen Kazakov |
| 2017 | Endgegner                                    |                                 |
| 2017 | Nach vorn                                    |                                 |
| 2017 | In der Hood                                  |                                 |
| 2017 | No Limit                                     |                                 |
| 2017 | Conor McGregor                               |                                 |
| 2025 | Bissu dumm ¿ (Megalodon Remix)               | Benny 030                       |

## Sonderveröffentlichungen

### Gastbeiträge
| - 1998: 0 Uhr (Roey Marquis II. feat. Azad, Stieber Twins, Harvy Dent & Tone) - 2000: Banana (Roey Marquis II. feat. Azad & Kool Savas) - 2001: Merkst du was? (Kool Savas feat. Chabs & Azad) - 2001: Spinne (Kool Savas feat. Azad, Lakman, Italo Reno & Germany, Flipstar, Lunafrow, Curse & Jonesmann) - 2001: Cherubim (Curse feat. Azad & Tone) - 2002: Was geht bei dir? (Afrob feat. Azad) - 2002: Gib auf (Kool Savas feat. Azad) - 2002: Mein Pein (Roey Marquis II. feat. Azad, Jeyz, Instinkt & Sezai) - 2003: Ewige Nacht (Bushido feat. Azad, Chaker & Boss Bitch Berlin) - 2004: Feuersturm (Bushido feat. Azad & Boss Bitch Berlin) - 2004: Gib auf Remix (Kool Savas feat. Azad) - 2004: Hollow Tips (Melbeatz feat. Azad, Havoc & Chinky) - 2004: Panzer (Jonesmann feat. Azad, Sezai & Pal One) - 2005: Brennende Zeilen (Ercandize & DJ Katch feat. Azad, Kool Savas, Chaker & Jeyz) - 2005: Signal (J-Luv feat. Azad) - 2006: Brennende Zeilen Remix (Jeyz feat. Azad, Chaker, Ercandize & Kool Savas) - 2006: Gefangen (Saad feat. Azad) - 2006: Mein Weg (Sentino feat. Azad) - 2006: Wir klärn das hier (Jonesmann feat. Azad) - 2006: Der Soldat James Rhyme (Jonesmann feat. Azad) - 2007: Was geht?! (Spezializtz feat. Azad) - 2007: Deutschland brennt (Isar feat. Azad) - 2007: Wer bin ich? (Jeyz feat. Azad) - 2008: Das Leid / The Light (Brisk Fingaz feat. Azad & Kool G Rap) - 2008: Game Over Remix (Jonesmann feat. Azad & Sti) - 2008: Pack schlägt sich, Pack verträgt sich (Sido feat. Azad) - 2008: G-Musik (Phrequincy feat. Azad) - 2009: La vie nous a balafré (Rim’K feat. Azad) - 2009: Kämpfertränen (Jeyz feat. Azad & Manuellsen) - 2009: Brech dein Genick (Jeyz feat. Azad, Solo & Juvel) - 2009: Infernale (Jeyz feat. Azad, Freeman, Savant Des Rimes, Hanybal & Solo) | - 2009: Action Musik (Jeyz feat. Azad & Hanybal) - 2009: Bozz (Jeyz feat. Azad & 439) - 2009: Stacheldraht (Jeyz feat. Azad & Warheit) - 2009: Meine Stadt (Juvel feat. Azad, Bass Sultan Hengzt & Manuellsen) - 2009: Futurama United Nations Remix (Kool Savas feat. Azad, S.A.S., Ceza, Curse, Greis, Havoc & Kaz Money) - 2010: Von Bezirk zu Bezirk (Haftbefehl feat. Azad & Jeyz) - 2011: In meinem Himmel (Silla feat. Azad & Manuellsen) - 2012: F.E.Y.Z. und A.Z.A.D. (Fey-Z feat. Azad) - 2013: Durchdrehsound (La Honda feat. Azad) - 2013: Feuer und Flamme (Eko Fresh feat. Azad) - 2014: Es ist wie es ist (Celo & Abdi feat. Azad) - 2014: Er Is’ Es (Chaker feat. Azad) - 2014: Nicht Normal (Chaker feat. Azad & Hanybal) - 2014: Killer Kollabo (SadiQ feat. Azad) - 2015: P-99 (Vega feat. Azad) - 2015: Lauf der Zeit (MoTrip feat. Azad & Manuellsen) - 2015: Friedhof der Kuscheltiere (Manuellsen feat. Azad) - 2016: Triumph (Kool Savas feat. Sido, Azad & Adesse) - 2017: Zeit zu Verstehen (This Can’t Be Everything) (Gentleman feat. Azad) - 2017: Reality (PA Sports feat. Azad) - 2017: PGS (Mortel feat. Azad & Nimo) - 2018: Zwei Schüsse (Animus feat. Azad & Gentleman) - 2018: Keine Träne (Fler feat. Azad) - 2018: Zeilen aus Blut (Jasko feat. Azad) - 2020: Babylon (King Khalil feat. Azad) - 2020: Immer wenn es regnet (Jiggo feat. Azad) - 2020: Feind (Elif feat. Azad) - 2021: Directors Cut (Celo & Abdi feat. Azad) - 2021: Safe (Play69 feat. Azad) - 2021: Money (Farid Bang feat. Azad, Summer Cem & Elif) |

### Remixe
- 1999: Moses Pelham – Mein Glück (Azad Cold World Mix)
- 2000: J-Luv – Komm mit mir (Azad Mix)
- 2001: Chabs – Sagen was wir denken (Azad Remix)
- 2001: Mark B & Blade – The Unknown (Instrumental with Cuts)
- 2002: Glashaus – Bald (und wir sind frei) (Azad Remix)
- 2004: Rammstein – Keine Lust (Bozz Remix)

## Statistik

### Chartauswertung
|                     | DE     | AT     | CH     |
| ------------------- | ------ | ------ | ------ |
| Nummer-eins-Alben   | DE1DE  | AT—AT  | CH—CH  |
| Top-10-Alben        | DE8DE  | AT2AT  | CH3CH  |
| Alben in den Charts | DE14DE | AT11AT | CH12CH |

|                       | DE     | AT    | CH    |
| --------------------- | ------ | ----- | ----- |
| Nummer-eins-Singles   | DE1DE  | AT—AT | CH—CH |
| Top-10-Singles        | DE3DE  | AT—AT | CH—CH |
| Singles in den Charts | DE28DE | AT5AT | CH5CH |

### Auszeichnungen für Musikverkäufe
Anmerkung: Auszeichnungen in Ländern aus den Charttabellen bzw. Chartboxen sind in ebendiesen zu finden.
| Land/RegionAuszeichnungen für Musikverkäufe (Land/Region, Auszeichnungen, Verkäufe, Quellen) | Gold     | Platin | Verkäufe | Quellen           |
| -------------------------------------------------------------------------------------------- | -------- | ------ | -------- | ----------------- |
| Deutschland (BVMI)                                                                           | 3× Gold3 | —      | 400.000  | musikindustrie.de |
| Insgesamt                                                                                    | 3× Gold3 | —      |          |                   |